# Myrmecia aberrans
Myrmecia aberrans (лат.) — вид примитивных муравьёв-бульдогов (Myrmecia). Эндемики Австралии.

## Распространение
Австралия: Южная Австралия.

## Описание
Среднего размера муравьи-бульдоги (около 1 см) с длинными многозубчатыми жвалами.
Основная окраска красновато-чёрная; жвалы, клипеус и усики красновато-жёлтые; голова, бока груди и брюшко чёрные; пронотум и эпинотум красные; мезонотум чёрный. Скапус усиков короткий.
Глаза большие выпуклые, расположены в передней части головы рядом с основанием мандибул. Дорзум лабрума выдаётся вперёд между основаниями челюстей. Обладают сильным жалом и ядом. Стебелёк между грудкой и брюшком двучлениковый, состоит из петиоля и постпетиоля.